# Jonah Radebaugh
Jonah Radebaugh (Thornton (Colorado), 17 de junio de 1997) es un baloncestista estadounidense con pasaporte montenegrino que actualmente juega en el UCAM Murcia CB de la Liga Endesa. Con 1,91 metros de estatura, juega en la posición de base. 

## Trayectoria deportiva
Es un base natural de Thornton (Colorado), formado en Northglenn High School en Northglenn (Colorado), antes de ingresar en 2016 en la Universidad de Colorado Septentrional, situada en Greeley, Colorado, donde jugaría durante 4 temporadas con los Northern Colorado Bears, desde 2016 a 2020.
Tras no ser elegido en el Draft de la NBA de 2020, el 15 de septiembre de 2020 Radebaugh firmó por Köping Stars de la Svenska basketligan, en el que promedió 11.09 puntos en 11 encuentros.
El 15 de diciembre de 2020, Radebaugh  rompe su contrato con Köping Stars y firma por el MHP Riesen Ludwigsburg de la Basketball Bundesliga, con el que disputa 24 encuentros en la temporada 2020-21.
En la temporada 2021-22, Jonah fue incluido en el "Quinteto Ideal" de la Basketball Champions League, competición en la que promedió 13,7 puntos (42,5% en triples), 5,8 rebotes y 2,8 asistencias para una valoración de 16,6 créditos por partido, en los 33,4 minutos de media de los que dispuso.
El 30 de junio de 2022, firma por el Lenovo Tenerife de la Liga Endesa.
El 18 de julio de 2022, el estadounidense ejecuta su cláusula de salida por importe de 75.000 euros y firma por Valencia Basket para disputar la Liga Endesa y la Euroliga.
El 3 de julio de 2023, el estadounidente firma por 1+1 años con Galatasaray Spor Kulübü de la Basketbol Süper Ligi.
El 23 de febrero de 2024, firma por el UCAM Murcia CB de la Liga Endesa, firmando un contrato hasta junio de 2025.